# Budapesti Hírlap

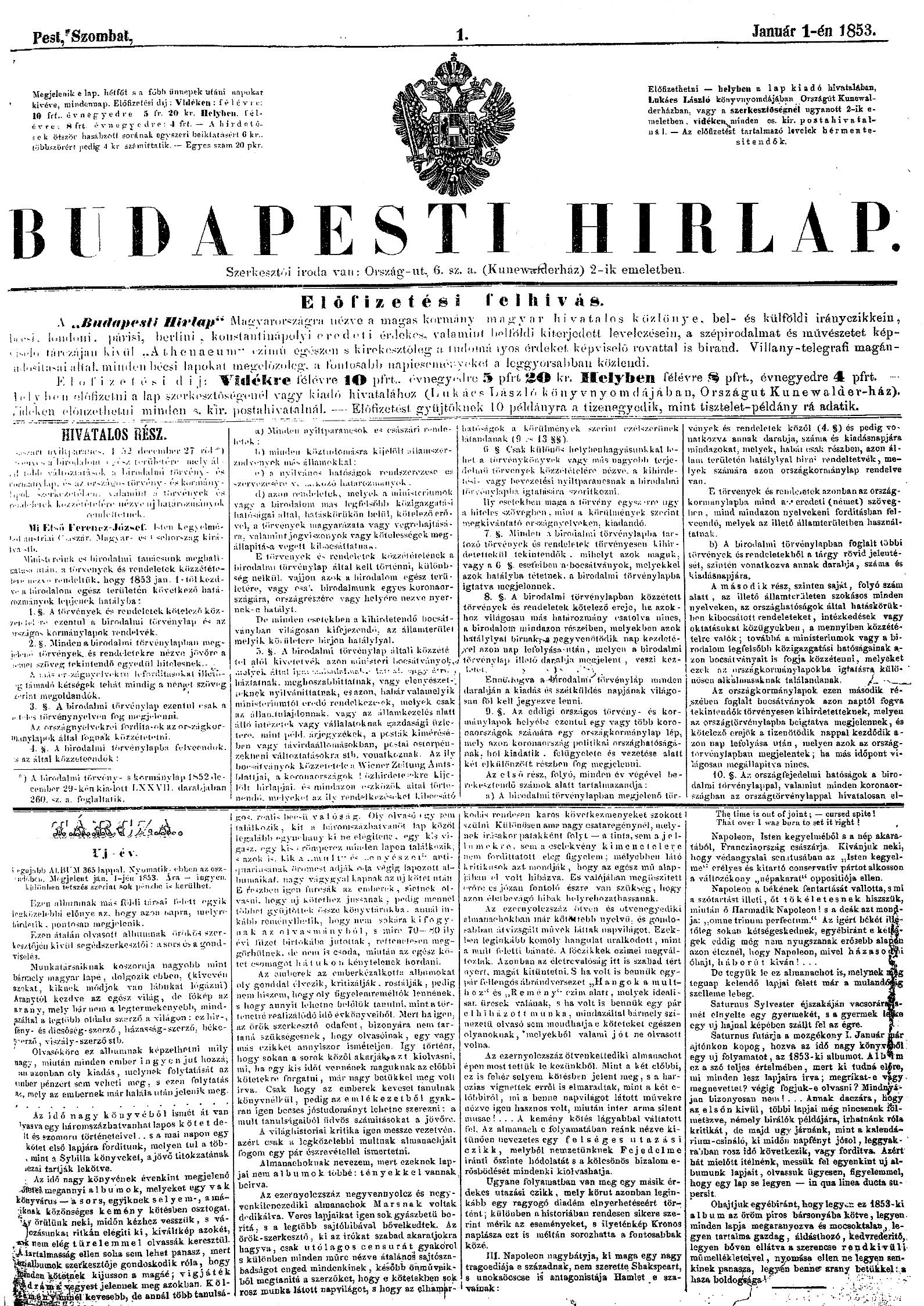
Il primo numero del Budapesti Hírlap, pubblicato nel 1853

Il Budapesti Hírlap è stato un quotidiano ungherese tra i più diffusi durante il periodo tra la Grande Guerra e la seconda guerra mondiale.
Questo organo di informazione ha conosciuto due momenti di diffusione.
Il primo Budapesti Hírlap è stato pubblicato dal 1853 al 1860. Il 1º dicembre 1860 cambiò nome in Sürgöny (Il Dispaccio).
Il secondo Budapesti Hírlap è stato stampato dal 16 giugno 1881 al 1938, come organo di stampa dall'orientamento fortemente conservatore e nazionalista.
Il fautore della rifondazione fu Rákosi Jenő (il cui vero cognome era Kremsner) (1842–1929) che ne fu il direttore dal 1881 al 1925.
Direttori furono anche: Bókay János, Csajthay Ferenc, Csukássi József, Nadányi Emil, Ottlik György, Pogány Béla.
Il pubblicista più importante del giornale fu Nagy Emil.
Nonostante l'intestazione del giornale riportasse il nome di Budapest, esso conobbe una larga diffusione anche nella provincia ungherese, con lettori da ricercarsi soprattutto nella media nobiltà e nella borghesia.
Il Budapesti Hírlap dando spazio ad opinioni politiche conservatrici e scioviniste fu il più importante riferimento per tutti coloro che seguirono queste idee.
Essendo portatore di questo spirito, il giornale si rafforzò così tanto da diventare uno dei quotidiani più diffusi e popolari del Paese, cessò le sue pubblicazioni nel 1939.
Tale successo fu sicuramente dovuto alle fortissime agitazioni presenti nella politica e nell'opinione pubblica magiara a seguito delle numerose doglianze sollevatesi all'indomani della firma del Trattato del Trianon che portarono l'Ungheria verso un clima di sciovinismo e di revisionismo dei trattati di pace seguiti alla prima guerra mondiale.